# Apogee
Apogee is de artiestennaam van de Duitse multi-instrumentalist Arne Schäfer uit de band Versus X, werkend binnen de niche progressieve rock.
Schäfers artiestennaam ontstond als gevolg van het ondertekenen van platencontract bij Musea Records door de band Versus X. Musea was niet alleen geïnteresseerd in de muziek van die band, maar ook in enkele relatief lange stukken die Schäfer zelf al een aantal jaren op de plank had liggen. Schäfer speelde daarbij bijna alle muziekinstrumenten kundig zelf, van akoestische en elektrische gitaren, basgitaar tot toetsinstrumenten. Ook bediende hij zich van software voor samples van muziekinstrumenten die hijzelf niet onder de knie had. Door steeds gebruik te maken van dubbing kon hij muzikale laag op muzikale laag stapelen. De muziek is meest meerstemmig. Drumpartijen op de eerste drie albums werden zo via samples bijgevoegd, bij latere albums verkoos hij toch een echte drummer, soms ook uit Versus X. De muziek van Apogee voert terug op de progressieve rock uit de jaren zeventig met voorbeelden Genesis, Yes, Gentle Giant en Jethro Tull; de instrumentale deeltjes zijn filmisch van karakter. Het gebruikte instrumentarium, tempo- en ritmewisselingen zijn typerend binnen de muziekstroming, maar bijzonder is dat hijzelf dus alles speelde. 
Overigens dateert het laatste werk van Versus X uit 2011, daarna bleef alleen Apogee over. Schäfer bracht ook twee albums uit onder eigen naam.
Net zoals bij zijn muzikale voorbeelden wilde Schäfer een totaalgeluid creëren. Hij is zich er daarbij van bewust dat hij niet de allerbeste zanger is, maar zegt dat toch zelf "de beste zanger is voor zijn eigen teksten" in bijvoorbeeld frasering en melodielijn. Hij hoeft zijn bedoelingen daarbij niet aan andere duidelijk te maken. Het is, zo gaf hij in 2020 aan, dat het niet de bedoeling is zijn muziek naar het podium te brengen. Hij is dan wel regelmatig in zijn geluidsstudio te vinden; hij doet het naast zijn werk als technisch adviseur. Overigens bracht hij wel covers uit de progressieve rock naar de podia middels de band Symplified.

## Discografie

### Apogee
- 1995: The border of awareness
- 1998: Sisyphos
- 2001: On the aftertaste
- 2003: The garden of delights
- 2009: Mystery remains
- 2012: Waiting for the challenge
- 2015: The art of mind
- 2018: Conspiracy of fools
- 2020: Endurance of the obsolete
- 2021: The blessing and the curse
- 2024: Through the gate

### Schäfer solo
- 1998: Die gläserne Wand und Schleifen
- 2001: Out of the darkness